# Phaulostylus
Phaulostylus Simon, 1902 è un genere di ragni appartenente alla famiglia Salticidae.

## Distribuzione
Le quattro specie oggi note di questo genere sono endemiche del Madagascar.

## Tassonomia
A dicembre 2010, si compone di quattro specie:
- Phaulostylus furcifer Simon, 1902[2] — Madagascar
- Phaulostylus grammicus Simon, 1902 — Madagascar
- Phaulostylus grandidieri Simon, 1902 — Madagascar
- Phaulostylus leucolophus Simon, 1902 — Madagascar